# Președintele Finlandei
Președintele Finlandei este șeful statului Finlanda. Conform Constituției Finlandei puterea executivă este împărțită între președinte și guvern. Președintele actual al Finlandei este Alexander Stubb.

## Lista președinților
Național Progresiv
      Liga Agrară/Centru
      Coaliția Națională
      Independent
      Social Democrat
| #  | Portret | Nume                        | Ales                | Preia funcția                                              | Predă funcția                | Partid                                             | Data nașterii și a decesului                                     |
| -- | --- | --------------------------- | ------------------- | ---------------------------------------------------------- | ---------------------------- | -------------------------------------------------- | ---------------------------------------------------------------- |
| 1  | | Kaarlo Juho Ståhlberg       | 1919                | 25 iulie 1919                                              | 1 martie 1925                | Partidul Național Progresiv (ED)                   | n. 28 ianuarie 1865, Suomussalmi d. 22 septembrie 1952, Helsinki |
| 1  | Președintele Parlamentului 1914–1917, ales Președinte de către Parlament în 1919 | Kaarlo Juho Ståhlberg       |                     |                                                            |                              |                                                    |                                                                  |
| 2  | | Lauri Kristian Relander     | 1925                | 1 March 1925                                               | 1 March 1931                 | Liga Agrară (ML)                                   | n. 31 mai 1883, Kurkijoki d. 9 februarie 1942, Helsinki          |
| 2  | Președintele Parlamentului 1919–1920, ales Președinte de către un colegiu electoral în 1925 | Lauri Kristian Relander     |                     |                                                            |                              |                                                    |                                                                  |
| 3  | | Pehr Evind Svinhufvud       | 1931                | 1 martie 1931                                              | 1 martie 1937                | Partidul Coaliția Națională (KOK)                  | n. 15 decembrie 1861, Sääksmäki d. 29 februarie 1944, Luumäki    |
| 3  | Președintele Parlamentului 1907–1912, Regent (Șef de stat Interim) al Finlandei 1918; Prim Ministru 1917–1918 și 1930–1931, ales Președinte de către un colegiu electoral în 1931 | Pehr Evind Svinhufvud       |                     |                                                            |                              |                                                    |                                                                  |
| 4  | | Kyösti Kallio               | 1937                | 1 martie 1937                                              | 19 decembrie 1940 (died)     | Liga Agrară (ML)                                   | n. 10 aprilie 1873, Ylivieska d. 19 decembrie 1940, Helsinki     |
| 4  | Președintele Parlamentului 1920–1921, 1922, 1924–1925, 1929 și 1930–1936, Prim Ministru 1922–1924, 1925–1926, 1929–1930 și 1936–1937, ales Președinte de către un colegiu electoral în 1937. Demisionează în 1940 datorită stării de sănătate precare, astfel Risto Ryti devine Președinte în exercițiu; moare în funcție. | Kyösti Kallio               |                     |                                                            |                              |                                                    |                                                                  |
| 5  | | Risto Ryti                  | 1940 1943           | (în locul lui Kallio de la 27 Nov. 1940) 19 decembrie 1940 | 1 august 1944 (demisionează) | Partidul Național Progresiv (ED)                   | n. 3 februarie 1889, Huittinen d. 25 octombrie 1956, Helsinki    |
| 5  | Prim Ministru 1939–1940 și în timpul mandatului prezidențial 1940–1941; ales Președinte de către un colegiu electoral în 1940; reales în 1943; demisionează în 1944 | Risto Ryti                  |                     |                                                            |                              |                                                    |                                                                  |
| 6  | | Carl Gustaf Emil Mannerheim | –                   | 4 august 1944                                              | 4 martie 1946 (demisionează) | Non-Partisan Comandantul Suprem al Forțelor Armate | n. 4 iunie 1867, Askainen d. 27 ianuarie 1951, Lausanne, Elveția |
| 6  | Regent (Șef de Stat Interimar) al Finlandei 1918–1919; ales Președinte de către Parlament în 1944; demisionează în 1946 | Carl Gustaf Emil Mannerheim |                     |                                                            |                              |                                                    |                                                                  |
| 7  | | Juho Kusti Paasikivi        | 1950                | 11 March 1946                                              | 1 March 1956                 | Partidul Coaliția Națională (KOK)                  | n. 27 noiembrie 1870, Hämeenkoski d. 14 decembrie 1956, Helsinki |
| 7  | Prim Ministru in 1918 and 1944–1946; ales Președinte de către Parlament în 1946 și reales de către un colegiu electoral în 1950 | Juho Kusti Paasikivi        |                     |                                                            |                              |                                                    |                                                                  |
| 8  | | Urho Kekkonen               | 1956 1962 1968 1978 | 1 martie 1956                                              | 27 ianuarie 1982             | Liga Agrară (ML) /Partidul de Centru (KESK)        | n. 3 septembrie 1900, Pielavesi d. 31 august 1986, Helsinki      |
| 8  | Președintele Parlamentului 1948–1950, Prim Ministru 1950–1953 și 1954–1956, ales Președinte de către un colegiu electoral în 1956 și reales în 1962, 1968 și 1978; demisionează în 1981 datorită stării precare de sănătate, astfel devine Președinte în exercițiu Primul Ministru Mauno Koivisto.                         | Urho Kekkonen               |                     |                                                            |                              |                                                    |                                                                  |
| 9  | | Mauno Koivisto              | 1982 1988           | (în locul lui Kekkonen din 11 Sep. 1981) 27 ianuarie 1982  | 1 martie 1994                | Social Democrat (SDP)                              | n. 25 noiembrie 1923, Turku                                      |
| 9  | Prim Ministru 1968–1970 și 1979–1982; ales Președinte de către un colegiu electoral în 1982 și reales în 1988. Primul președinte născut în Finlanda independentă. Singurul președinte veteran care a servit în forțele armate 1939–1945.                                                                                   | Mauno Koivisto              |                     |                                                            |                              |                                                    |                                                                  |
| 10 | | Martti Ahtisaari            | 1994                | 1 martie 1994                                              | 1 martie 2000                | Social Democrat (SDP)                              | n. 23 iunie 1937, Viipuri                                        |
| 10 | Ales Președinte în 1994 | Martti Ahtisaari            |                     |                                                            |                              |                                                    |                                                                  |
| 11 | | Tarja Halonen               | 2000 2006           | 1 martie 2000                                              | 1 martie 2012                | Social Democrat (SDP)                              | n. 24 decembrie 1943, Helsinki                                   |
| 11 | Prima femeie aleasă Președinte în Finlanda în 2000; realeasă în 2006 | Tarja Halonen               |                     |                                                            |                              |                                                    |                                                                  |
| 12 | | Sauli Niinistö              | 2012 2018           | 1 martie 2012                                              | 1 martie 2024                | Partidul Coaliția Națională (KOK)                  | n. 24 august 1948, Salo                                          |
| 12 | Președintele Parlamentului 2007–2011; Președinte al Finlandei în 2012; realeasă în 2018. | Sauli Niinistö              |                     |                                                            |                              |                                                    |                                                                  |
| 13 | | Alexander Stubb             | 2024                | 1 martie 2024                                              | în funcție                   | Partidul Coaliția Națională (KOK)                  | n. 1 aprilie 1968, Helsinki                                      |
| 13 | Prim-ministrul Finlandei 2014–2015; ales Președinte al Finlandei în 2024. | Alexander Stubb             |                     |                                                            |                              |                                                    |                                                                  |